# Királyi ügyigazgató
A királyi ügyigazgató (Szent Korona ügyésze és a királyi ügyek igazgatója (fiscalis Sacrae Coronae et director causarum regis) a királyt - jogi - főleg birtokvisszaszerzési - ügyekben képviselő személy, az ügyészi hivatal előzménye.

## Története

### Előzményei a középkorban
A királyi ügyigazgató funkciójának előzményei 1260-ban jelentek meg az uralkodó különös jegyzőjének (speciales notarii) személyében, aki esetenként a királyt képviselte jogi – jellemzően birtokvisszaszerzési – ügyekben. A 14. század végétől a feladatkör állandósult. Az első királyi ügyek ügyvédjének nevezett személy (procurator causarum domini regis) 1388–95 között töltötte be tisztét. 1399-ben bukkant fel az egyetemes meghatalmazásra utaló király általános ügyvédje (domini nostri regis procurator generalis) elnevezés. Működése nagyrészt a nádor bíróságán folyt, akinek feladata volt dönteni a király és az alattvalók közötti perekben. Ez a cím 1430-ban „őfelsége ügyeinek igazgatója és ügyvédjére” (director et procu-rator causarum Suae Majestatis) változott. Az uralkodó bizalmát feltételező tisztség betöltése folyamatossá vált. A feladatokat ellátók eseti javadalmazást kaptak. Ebben az időben kialakult az a szokás is, hogy az ügyigazgató az uralkodó képviselőjeként a Királyi Tábla szavazati jog nélküli tagja lett. Ennek hátterében az állt, hogy a perekben a király érdekeit szem előtt tartva hűtlenség, vagy az uralkodói jogok sérelmének észlelése esetén azonnal beavatkozzon. Kiváltságként nem tartozott képviseleti jogát bizonyítani, az elvesztett per után sem kellett a perköltséget viselnie.

### A kora újkorban
Az állandósult Szent Korona ügyésze és a királyi ügyek igazgatója (fiscalis Sacrae Coronae et director causarum regis) cím 1519-ben jelent meg. Az ügyigazgató az I. Ferdinánd által 1528-ban Budán létesített, majd pozsonyi székhelyű Magyar Kamara tagja lett, akinek alapvető feladata a királyi jövedelmek kezelése volt. 1567-ben megalakult a Kassán székelő Szepesi Kamara, ahol az ügyigazgató helyetteseként egy aligazgató működött. Ők a kamarától kapták fizetésüket.
III. Károly bírósági reformjai nyomán, az 1723:XXIV-XXVI. tc.-ek alapján pesti székhellyel megkezdte működését a kéttagozatú legfelsőbb bíróság, a Hétszemélyes, illetve a Királyi Táblából álló Curia. A királyi ügyigazgató a Királyi Tábla tagja maradt, az általa indított perek az 1723:XXVI. tc. 1. §-a szerint ide tartoztak. III. Károlyig az ügyigazgató és helyettese magánosok ügyeit is elvállalhatta, de ezt a király 1720-ban eltiltott mint az állással össze nem férőt, 1724-ben pedig kimondta, hogy az ügyigazgató csak egy fizetést húzhat.
Mária Terézia 1772-es kamarai utasítása szerint „általában véve mindennemű jogi ügyekben a jogügyi igazgatónak az ország törvényeivel okadatolt véleménye előzetesen kikérendő és a Felségnek felterjesztendő”. A királyi ügyigazgató és aligazgató mellett kincstári ügyészi állásokat is szerveztek. Az 1774-es utasítás alapján hozták létre a Királyi Ügyigazgatóság Hivatalát (Causarum Regalium Directoratus Officium), meghatározott ügykezeléssel, ügyrenddel. A hivatal hetente ülésezett, ahol a rendeleteket, az uradalmi és királyi táblai ügyvédek jelentéseit, az érkezett iratokat az ügyigazgató terjesztette elő, majd kibocsátotta az intézkedéseket. A Királyi Tábla fontosabb ügyeiben az ügyigazgató személyesen járt el, véleménye nélkül semmit sem bocsáthattak ítélet alá.
A rendi kor végén, 1847-ben az ügyigazgató és helyettese mellett 15 királyi ügyvéd tevékenykedett, akiknek a munkáját segédszemélyzet segítette. Az ügyigazgatóság országos hálózatát 32 kincstári ügyész alkotta, akik a kamarai és koronauradalmakban működtek.

## Feladata, működése
A „Szent Korona ügyésze és a királyi ügyek igazgatója” cím kifejezte a feladatok kettősségét. Hatáskörébe tartozott a Szent Korona, a király képviselete, amely során őrködött ezek jogai felett: ügyészként mint felperes-vádló szerepelt, ügyigazgatóként pedig a koronajavak jogi ügyeinek intézője volt. A fiscus kifejezéssel illetett feladatkör, melyet az ügyigazgató személyesített meg, az uralkodó állami célokra szánt vagyonát jelentette, így ebből fakadóan a fiscalis volt a királyi perek gondviselője. Az ügyigazgató legfőbb feladata a királyi jogok, jövedelmek felkutatása és azoknak a kincstár javára való megszerzése volt. Ennek érdekében ellátta a perképviseletet azon esetekben, amelyekben anyagilag érdekelve volt, mint pl. a magvaszakadt hagyatékok megszerzése, a magánszemélyek közötti birtokperekben fellelhető kincstári jogok érvényesítése, az uralkodói monopóliumok védelme, a kincstári követelések, vagyonkiviteli illetékek behajtása. Rá tartozott a kincstári és koronauradalmak képviselete a különböző törvényhatósági fórumokon is, amit az alárendelt kamarai-uradalmi ügyészi hálózaton keresztül látott el.
Werbőczy István Hármaskönyve (II. rész 39. cím) szerint a király is perbe idézhető volt az ügyigazgató által. Ennek megfelelően ő tette le az uralkodó helyett az esküt. Az 1723:LI. tc. kifejezetten kimondta, hogy a kincstári, kamarai javakat érintő perekben az ügyigazgató jár el fel- ill. alperesi minőségben. Az ügyigazgató e vagyoni jogot érvényesítő feladatköréből fakadt az ügyészi jellegű tevékenysége is. Az olyan bűncselekmények esetén, amelyek az uralkodó személyén keresztül az államot sértették, amelyekért a bűnössel szemben halálbüntetést lehetett kiszabni, elkobzott vagyona pedig a Koronára szállt a Szent Korona ügyésze járt el felperesként, vizsgálói és vádlói funkciót betöltve. Hatáskörébe tartoztak a király személyét és az államrendet érintő bűncselekmények. Ezek első összefoglalását az 1462:II. tc. adta, a hűtlenség esetei közé sorolva az alkotmány, a király és a Korona elleni támadásokat, okirat-, pecsét- és pénzhamisítást. Később a Hármaskönyv (I. rész 14. cím) határozta meg a hűtlenségi cselekményeket. Az 1741:XXVI. tc. felségsértés esetén nevesítette is az ügyigazgató vádlói-felperesi jogkörét. Az 1715:LI., az 1723:CXX. és az 1802:XXI. tc.-ek az uzsorát is olyannak határozták, ami ellen a fiscus lép fel, a per során a tőkét és a kamatot a részére ítélte a bíróság. Az eljárásokban az ügyigazgató foglalta le a vádlottak javait, majd az ítélet után végrehajtotta az elkobzást. A Helytartótanács 1787. évi rendelete az ügyigazgató feladatává tette, hogy a Korona jogainak biztosítása érdekében azonnali előzetes nyomozást végezzen, a javakat zár alá, majd birtokba vegye.
A rendi kor végén az ügyigazgató - ügyészként - a nádornak volt alárendelve, neki tett jelentéseket, tőle fogadott el utasításokat. Hűtlenségi, felségsértési, izgatási, pénzhamisítási és uzsoraügyekben az ügyigazgató folytatta a perelőkészítést, amely során kihallgatásokat, házkutatásokat, lefoglalásokat végzett, gondoskodott a vádlottak vagyonának zár alá vételéről. Az ügyigazgató és a kincstári ügyészi hálózat rendészeti megfigyelő szerepet is ellátott például a politikai jellegű sajtóval kapcsolatban. 1804-ben pedig egy kancelláriai rendelet feladatává tette az ügyvédi visszaélések elleni fellépést is.

## A királyi ügyigazgató Erdélyben
Az ország három részre szakadása után önállósodott Erdélyben szintén működött a fejedelmek mellett ügyigazgató (Causarum Fiscalium Director). A tisztségről először az 1556 őszi országgyűlés rendelkezett, amikor az ítélőmesterek és táblai ülnökök mellett e poszt megválasztását is előírta. Feladatkörébe az 1557. júniusi törvény a Fejedelmi Tábla működése feletti őrködést utalta, míg az 1588. decemberi törvény szerint ő az uralkodó dolgainak gondviselője. A fiscalis director jogállását és feladatkörét az 1653-as Approbata Constitutiok rendezte: a IV. rész XVI-XVII. címei szerint az ügyigazgató a táblai ülnökök egyike, akit a „hazának törvényéhez értő, jó lelkiisméretű emberek” közül kellett a fejedelemnek rendelnie. A fiscalis director azokban az ügyekben, amelyekben ő volt a peres fél, nem bíráskodhatott. Feladata a fiscust illető jövedelmek érvényesítése volt. Az 1691-es Diploma Leopoldinumot követően a Nagyszebenben felállított királyi kincstári hivatal tanácsosainak egyike lett az ügyigazgató, akinek jogköre megegyezett a magyarországiéval.

## Királyi ügyigazgatók
A kincstár érdekeit védő jogtudósok, jogi végzettségükre utal a magister cím. Szinte kizárólag köznemesekből kerültek ki, de ez sokuk számára a főnemességbe emelkedés útját jelentette. Előlépésük útja a személynöki rang felé mutatott, de többek kancelláriai vagy kamarai tanácsossá is válhattak.